# يوجين إل. ستيوارت
يوجين إل. ستيوارت (بالإنجليزية: Eugene L. Stewart)‏ هو محامي في القانون ومحامي أمريكي، ولد في 9 فبراير 1920 في كانساس سيتي في الولايات المتحدة، وتوفي في 5 أغسطس 1998.